# Draconarius everesti
Draconarius everesti är en spindelart som först beskrevs av Hu 200.  Draconarius everesti ingår i släktet Draconarius och familjen mörkerspindlar. Inga underarter finns listade i Catalogue of Life.